# NGC 1086
NGC 1086 je galaksija u zviježđu Perzej.

## Vanjske poveznice
- SEDS: NGC 1086